# سليمان الجربي
سليمان إبراهيم الجربي، سياسي ودبلوماسي ورجل دولة ليبي. شغل منصب وزير الخارجية للمملكة الليبية من 3 مايو 1961 إلى 27 يناير 1962، وقد أختير وزيرا للخارجية في التعديل الوزاري الأول لحكومة محمد عثمان الصيد خلفا لعبد القادر العلام.